# Gummo Marx
Milton "Gummo" Marx, född 23 oktober 1893 på Upper East Side på Manhattan i New York, död 21 april 1977 i Palm Springs, Kalifornien, var en amerikansk skådespelare, en av Bröderna Marx. 
Han samarbetade med bröderna under vaudevilletiden, men slutade då han inte gillade skådespeleri. Detta var innan de gjorde någon av de kända filmerna. 
Efter att ha lämnat scenen blev Gummo klädskapare. Senare skötte han en teateragentur tillsammans med brodern Zeppo Marx. När agenturen sålts representerade han brodern Groucho Marx och TV-serien The Life of Riley, vilken han hjälpte till att utveckla.